# 何鑑
何鑑（1442年—1521年），字世光，浙江承宣布政使司紹興府新昌縣（今浙江省新昌縣）人，明朝政治人物，累官刑部尚书、兵部尚书。

## 生平
成化四年（1468年）戊子科浙江鄉試舉人，五年（1469年）己丑科進士，授直隸宜興縣知縣，徵拜為监察御史，巡按宣府、大同等地，弹劾巡撫鄭寧等数十人不称职。改巡按太，因逮捕总督太监违法，被诬陷下诏狱。得釋之後，再次巡按江北。出官河南府知府，赈灾饥荒，二十三年（1487年）二月升山东布政司左参政。弘治三年正月升任四川右布政使，五年十月进左布政使。弘治六年（1493年）三月，以都察院右副都御史巡抚江南，兼管杭州、嘉兴、湖州三府税粮。并发漕米十五萬石赈灾苏州、松州水灾。并与侍郎徐貫上疏建造吳淞、白茆諸渠以除水患。歷官山东巡抚、升刑部侍郎。因母丧丁忧去職。弘治十八年（1505年），除服还朝，以左僉都御史出巡河南、湖廣、陝西閱實戶口。
正德二年（1507年），拜南京兵部尚书，参赞机务。張文冕在刘瑾面前诬告何鑑，被连坐免职罰米。刘瑾被诛后，正德六年，召为刑部尚书，恰逢当时四川、京畿、江西等地纷纷有民变。兵部尚书王敞不能治理，武帝命洪鐘、陳金、馬中錫督師分討，同年罢免王敞，改命何鑑替任。何鑑上任后，選將練兵，錄民間武士，令鄉聚悉樹柵浚溝，團結相救。各地民变陆续平定。加封太子少保。
何鑑虽然尽职兵事，但明武宗好弄兵，肆意调整边军於大內團操，重用江彬等人。何鑑終因言官弹劾致仕。九年后去世。